# Bayerisches Landesamt für Umweltschutz
Das Bayerische Landesamt für Umweltschutz war eine Behörde im Freistaat Bayern und hatte seinen Sitz in München sowie zeitweise in Augsburg.

## Geschichte
Das Landesamt wurde 1971, unter anderem veranlasst durch das Auftreten neuartiger Walderkrankungen, gegründet. Zunächst in München angesiedelt, wurde es 1999 nach Augsburg verlagert. 
Im August 2005 wurde es im Rahmen einer Verwaltungsreform zusammen mit den Landesämtern für Geologie, Wasserwirtschaft sowie mit Teilen des Landesamts für Arbeitsschutz, Arbeitsmedizin und Sicherheitstechnik in das Bayerische Landesamt für Umwelt eingegliedert.